# Drosophila fusca
Drosophila fusca este o specie de muște din genul Drosophila, familia Drosophilidae, descrisă de Daniel William Coquillett în anul 1900.
Este endemică în Puerto Rico. Conform Catalogue of Life specia Drosophila fusca nu are subspecii cunoscute.